# Ереса
Ере́са (Neomixis) — рід горобцеподібних птахів родини тамікових (Cisticolidae). Представники цього роду є ендеміками Мадагаскару.

## Види
Виділяють три види:
- Ереса смугастогорла (Neomixis striatigula)
- Ереса сірошия (Neomixis tenella)
- Ереса зелена (Neomixis viridis)